# Muriceides chuni
Muriceides chuni is een zachte koraalsoort uit de familie Plexauridae. De koraalsoort komt uit het geslacht Muriceides. Muriceides chuni werd in 1919 voor het eerst wetenschappelijk beschreven door Kükenthal. 